# 労働運動
労働運動（ろうどううんどう)とは、資本主義社会において 資本家階級からの搾取と抑圧に反抗し、労働者が団結して自らの、労働条件の改善と社会的な地位の安定や向上の確保、政治権利の獲得などを目指すために 使用者に対して行う運動である。

## 歴史
18世紀後半にいち早く産業革命を迎えたイギリスでは、従来の手工業的職人者層を賃金労働者に転落させた原因は彼らの手（技能）に取って代わって生産の主動力となった機械にあるとし、また1799年の団結禁止法による労働者を対象とする組織の禁圧などの背景も手伝って、工場と機械に対する襲撃、放火、破壊などの「ラッダイト運動」と呼ばれる激しい運動が起こった。しかし、革命運動家フランシス・プレイスらの努力により団結禁止法は1824年に撤廃される。これ以後、労働運動は一揆的、暴力的な反抗から永続的な組織による運動に移行する。
職人組合に代わって現れた労働組合は狭い地方組織から急速に全国的組織へと成長し、1834年にはロバート・オウエンの指導で「全国労働組合大連合」が組織された。しかし、周期的な景気変動、恐慌の影響で、熟練労働者の組織でさえ存続も危うくなるような状態であった。一方、サン＝シモンやシャルル・フーリエといった空想的社会主義者は当時の資本家の支配する不平等社会を否定し、万人平等と協同を原理とする理想社会を主張したが、支配階級や知識人の良心に訴え実現を説いたため、労働運動と強く結び付くには至らなかった。
また、市民平等の意識のもとに労働階級の利益を反映するよう議会制度の改革や立法の獲得を目指す広範囲な政治運動（チャーチスト運動など）も展開された。1848年には封建的反動勢力との闘争に労働者階級が初めて独自の要求を掲げて参加した。同じ年にはカール・マルクスの『共産党宣言』が公刊され、後の労働運動に大きな影響を与えた。19世紀後半にはイギリスで賃金労働者の目前の日常的利益の追求に活動を集中するトレード・ユニオニズムが熟練労働者の各種職業別組織の活動を通じて確立された。
このような動きは諸国にも広がっていき、19世紀終わりから20世紀初めには主な資本主義国ではどこでも、労働組合は全国的組織を持つに至った。しかし欧州大陸では、資本主義の転覆を目指す社会主義者や無政府主義者の活動がより強く労働運動を捉え、組合運動もイギリスのそれとは異なった様相で展開していった。ドイツではフェルディナント・ラッサール、次いでマルクス主義者、社会民主主義者が、フランスやイタリアではブランキをはじめとする社会主義的活動家が大きな影響を与えた。
- 1864年：イギリス労働組合会議（TUC）
- 1886年：アメリカ労働総同盟（AFL）
- 1895年：フランス労働総同盟（CGT）
- 1906年：イタリア労働総同盟

などが組織されている。
同時に国際的な労働者組織（インターナショナル）の結成も進められ、1864年には第一インターナショナル、1889年には第二インターナショナルが設立された。第一インターナショナルはマルクス、フリードリヒ・エンゲルスの指導下に立ち、1871年に史上初の労働者政府パリ・コミューンが樹立された時、これを擁護した。第二インターナショナルは欧州諸国における社会主義政党の成長と労働組合組織の発展を背景に出現したものであるが、1914年の第一次世界大戦の発生とともに事実上崩壊した。労働組合だけの国際組織としては1901年に発足した国際労働組合会議（後の国際労働組合連盟）がある。
世界恐慌のあおりを受け、トレード・ユニオニズムにも動揺の兆しが現れる一方、組織外に放置されていた非熟練労働者層（女性、年少労働者等）を対象とするニュー・ユニオリズムが1880年代の終わりごろからイギリスで始まった。それとともに、資本制社会の基礎に懐疑的な社会主義的傾向が労働運動の中に持ち込まれ、1893年にはニュー・ユニオリズムとかなりの連携を持つ独立労働党が、1906年には労働党が登場した。
第一次世界大戦は労使休戦のもとでの労働組合の戦時産業行政への参加、婦人労働者の著しい進出などの新しい現象をもたらしたが、その末期1917年11月、ボルシェビキの指導下に史上初めての社会主義革命（ロシア革命）がもたらされ、労働者、兵士によるソビエト政権が誕生したことは全世界の労働者に衝撃的影響を与え、ドイツや中東欧の一部にも労働者、兵士による革命が起こり、戦勝国のイギリス、フランス、イタリア、アメリカなどでも組合運動がかつてない高まりを示すようになる。1919年には共産主義インターナショナル（コミンテルン）が創立され、資本主義諸国にも共産党が出現した。コミンテルンは1920年に赤色労働組合インターナショナル（プロフィンテルン）を組織し、特に植民地の労働運動に全面的援助を寄せた。
他方、1920年には第二インターナショナルの組織が第三インターナショナルに加盟した最左派を除いて再建され、国際労働組合連盟（アムステルダム・インターナショナル）も復活した。

## 労働運動における右派・左派
労働運動における「右派」、「左派」の語は、一般的な「右翼」、「左翼」とは異なり、労働運動内における立場の違いによっての、「右派」、「左派」の区分のことをいう。
日本においては、基本的に、労使協調路線をとる組合を右派、労使対決路線をとる組合を左派と区分するが、イデオロギーや政治団体を初めとする各種団体との結びつきと言った様々な複雑な背景があったり、いわゆる御用組合と言われる名前ばかりの労働組合も多かったりと、単純に色分けすることは難しい。また、1980年代の労働戦線の再編により左派とみられていた潮流の多数が右派と合流したため、1989年以降においては、80年代以前のような明確なイデオロギー対立が無くなったと言う人がいたり、長期にわたる不況の影響などもあり、以前に比べ、組合間での路線対立自体が少なくなったと言う人もおり、現状、特に個別の問題の対応に関しては、横断的に連携して運動を展開することも少なくない。派遣労働者保護を強めるための労働者派遣法の改正などでも潮流をこえた共同が起きている。しかし、憲法に対する態度や、原子力発電所からの撤退か増設かなどのエネルギー政策で分岐がみられるなど、現在も様々な潮流が存在している。

## 国別による労働運動の特徴

### 日本
日本は憲法の第28条で「勤労者の団結する権利及び団体交渉その他の団体行動をする権利は、これは保証する」と規定して、労働運動をおこなうことを労働基本権として保障している。
日本の労働運動は政党との密接なつながりがあることが特徴であった。これは、政党側が労働組合からの組織票を期待したこと、組合側は各級議員特に国会議員を擁することで、組合要求を行政に反映させようとしたからである。もっともイギリス労働党のような労働組合の政治参加はどの国でも一般的に見られる。しかし日本の場合は、政党組織が真に組合末端にまで組織されそれを通して影響力を発揮するのではなく、大会など組合機関による政党支持決定に安住する傾向が極めて強かった。また、組合幹部が議員になることで政治権力を望んだ要素があったことも、否定できない。労働組合は60年代後半以降しだいに幹部請負化し、労働組合はまさに官僚的な組織硬直をもたらすこととなった。また、70年代中期の石油ショック以降大幅賃上げが不可能になり、労働条件改善などいわゆる“モノトリ闘争”も困難になったことで、一般組合員の組合離れも進んだ。
こういった理由から労働組合の組織率は年を追うごとに低迷し、また以前より正規雇用者のみを組合員構成者の要件とする組合が多かったために、近年は非正規雇用者の増大によってさらに組織率が低下する状態となっている。しかし、近年は非正規雇用者や中小零細企業労働者の組織化が課題となり、従来の職場単位の組織とは異なる、個人加盟の合同労働組合が注目を集めつつある。

## 関連文献・記事
- CiNii>労働運動